# Métrica

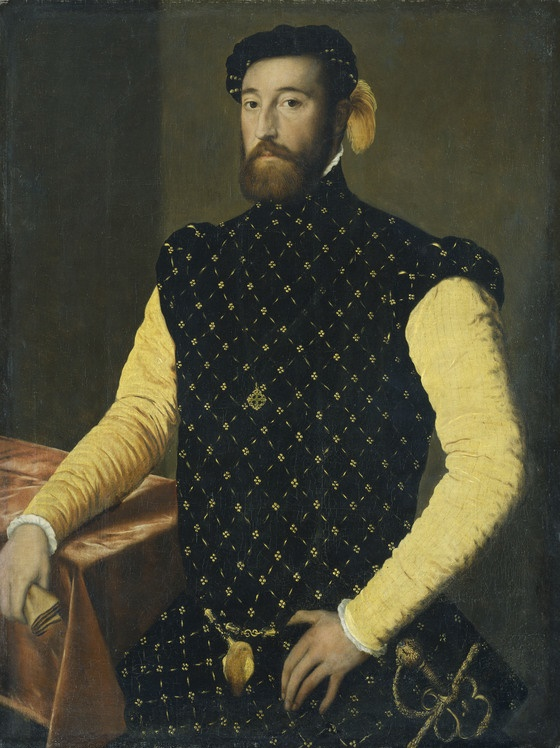
Retrato de hombre con la cruz de caballero de la orden de Alcántara, alguna vez creído retrato de Garcilaso de la Vega, que introdujo el verso endecasílabo italiano en la poesía española.

La métrica es el conjunto de regularidades formales y sistemáticas que caracteriza la poesía versificada y la prosa rítmica. El estudio métrico comprende tres partes fundamentales: el verso, la estrofa y el poema.

## Métricas occidentales

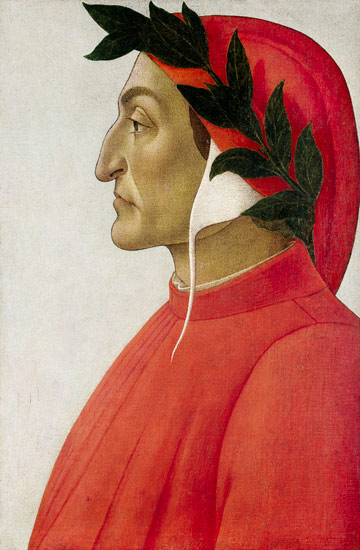
Dante Alighieri, creador de la estrofa denominada tercetos encadenados, por Sandro Botticelli.

En la métrica española, el verso está formado por un número fijo de sílabas y una determinada distribución de acentos, con rima optativa. También se han ensayado otras métricas en español, como la cuantitativa. Es el caso de la métrica grecolatina, que se constituía a partir de la repetición de determinadas secuencias de sílabas largas y breves (pies).
En el caso de la métrica germánica y escandinava el verso se formaba por medio de la repetición del mismo fonema en tres palabras diferentes (aliteración): la consonante de la tercera sílaba acentuada del verso debía coincidir casi siempre con la consonante de la primera sílaba tónica, frecuentemente con la de la segunda sílaba acentuada y excepcionalmente con la de la cuarta sílaba acentuada.
En la métrica hebraica, por el contrario, el verso se constituyó sobre el paralelismo (semántico o sinonímico, antitético, emblemático, repetitivo y estructural), y así están escritos por ejemplo los versos del Salterio (los llamados Salmos del Antiguo Testamento), el Cantar de los Cantares, casi todo el Libro de Job y la mayor parte de los proféticos, fuera de que es también un recurso habitual en toda manifestación poética que tome forma de verso o versículo.

## El verso
Existen determinadas convenciones para realizar la escansión (medida del número de sílabas) de un verso escrito en lengua española:
- Si el verso acaba en palabra aguda, se cuenta una sílaba más.[4]
- Si el verso acaba en palabra llana, no se añaden ni se restan sílabas métricas.
- Si el verso acaba en palabra esdrújula, se cuenta una sílaba menos.
- Cuando se forma un diptongo o bien un hiato entre el final de una palabra y el comienzo de otra, puede contarse una sola sílaba mediante la licencia poética conocida como sinalefa, que no debe confundirse con el metaplasmo de la elisión.
- Las sinalefas más fáciles para el oído son obligatorias, las más duras (entre vocales tónicas o una vocal átona y una tónica) son optativas.
- Si el hiato existe en el interior de una palabra y la conveniencia del poeta dicta que ha de reducirse a una sola sílaba para disminuir el número de sílabas del verso, se crea una sola sílaba transformando el hiato en un diptongo mediante la licencia poética denominada sinéresis, que rebaja el timbre de la más débil de las vocales del hiato para hacer posible el diptongo: “le|ón > lion”, “hé|ro|e > he|rue”.
- Por el contrario, si la conveniencia del poeta dicta que ha de aumentarse el número de sílabas de un verso, se puede romper un diptongo creando un hiato artificial y señalándolo con dos puntos encima de la vocal más débil, que ve elevado su timbre para posibilitar la creación del hiato y que por lo tanto se creen dos sílabas distintas en vez de una: “Rui|na > Rü|i|na”. A esta licencia poética se le denomina dialefa.
- Cuando existe sinalefa entre la vocal final de un verso que termina en palabra llana y la vocal inicial de la primera sílaba del verso siguiente, se le llama a tal licencia poética sinafía. Esta licencia se emplea cuando al menos uno de los dos versos es corto, por ejemplo entre octosílabos y tetrasílabos, y se explica por la falta de autonomía tonal del verso corto. Por ejemplo, entre "alteza" y "en" en estos versos de Jorge Manrique: "¡Por cuantos vías y modos / se pierde su gran alteza / 'n esta vida!". La sinafía no suele utilizarse desde fines del siglo XV. En el siglo XX podemos citar estos dos endecasílabos de Blas de Otero: "Madrid está buscándote en la noche / 'ncabritada de bélicas estrellas".[5]
- Cuando un verso termina en sílaba aguda y al verso siguiente le sobra una sílaba, se le añade al verso anterior. Esta licencia se utilizó cuando al menos uno de los dos versos es corto y se denomina compensación. La causa es la misma que en el caso anterior, y no suele utilizarse desde fines del siglo XV, al igual que la sinafía.
- El verso se puede adaptar a la medida requerida mediante los llamados metaplasmos, una serie de supresiones o adiciones de sonidos en las palabras. Existen los siguientes:
  - Elisión: supresión de una vocal final o grupo de vocales finales de una palabra situada ante otra que empieza por vocal. Si la vocal que se pierde es la de la segunda palabra, se denomina elisión inversa. Debe distinguirse claramente de la sinalefa, pues en la sinalefa no se pierde el timbre de la vocal y en la elisión sí. La elisión es común en italiano, y fue adoptada en algunos casos por poetas del Renacimiento español muy influidos por los italianos, como Garcilaso de la Vega y Fernando de Herrera. "A la vida y salud d'un tal amigo".
  - Aféresis: supresión de sílaba a comienzo de palabra. V. gr.: ora (por agora o ahora).
  - Síncopa: supresión de sílaba en centro de palabra. V. gr.: espirtu por espíritu o vían por veían.
  - Apócope: supresión de sílaba a final de palabra. V. gr.: val (valle).
  - Prótesis: adición de sílaba a comienzo de palabra. V. gr.: la amuestre (por muestre).
  - Epéntesis: adición de sílaba en centro de palabra. V. gr.: Ingalaterra (por Inglaterra o coronista por cronista).
  - Paragoge: adición de sílaba a final de palabra. V. gr.: ¿Quién os fizo tanto male? (¿Quién os hizo tanto mal?), o infelice o pece por infeliz y pez respectivamente.
- Puede darse el caso de una rima asonante equivalente o simulada, también denominada rima vocálica relajada, es decir, una rima asonante en cuya sílaba átona final se encuentra una de las vocales i o bien u que entonces suenan como equivalentes a e y o respectivamente, como en el caso de la palabra Venus, que puede usarse para rimar en e - o.
- En el caso de la rima, se evita la mezcla en el mismo poema de rima consonante y asonante. No debe utilizarse la misma palabra dos o más veces en la rima ni utilizar homónimos. Tampoco debe rimar una palabra simple con su compuesta y deben rehuirse las rimas en desinencias verbales, porque son demasiado frecuentes.
- A veces se da la llamada dislocación acentual por medio de la cual se pone acento en una sílaba átona y se deja como átona la sílaba tónica a que debía corresponder. Eso se da especialmente en los poemas destinados al canto, por la necesidad de seguir el ritmo más marcado, o en los poemas burlescos, o por la necesidad del poeta de elaborar un verso rítmicamente correcto. Una variante de esta dislocación acentual es la sístole, que consiste en que el acento pasa de su lugar legítimo a la sílaba anterior, como en estos dos versos de Garcilaso de la Vega, en que tal artificio es preciso para que el endecasílabo sea regular rítmicamente:

ternia el presente por mejor partido
y agradeceria siempre a la ventura...
- En el Siglo de Oro de la lírica española, en especial entre poetas manchegos como Garcilaso de la Vega y Bernardo de Balbuena o andaluces como Fernando de Herrera, la hache inicial que proviene de la efe inicial etimológica latina ha de leerse con aspiración y por tanto no puede existir sinalefa al no ser muda: "Y por tu gran valor y hermosura" (Garcilaso).
- Los versos de más de once sílabas poseen siempre algún tipo de cesura o pausa interna que impide la sinalefa entre las vocales que se encuentran separadas por la misma.

### Clases de versos
Los tipos de verso de la métrica española pueden definirse según la acentuación de la palabra final, según el número de sílabas o según el ritmo y compás de los acentos.
Según la acentuación de la palabra final
El verso español puede ser oxítono (terminado en palabra aguda); paroxítono (en palabra llana o grave) o proparoxítono (en esdrújula o sobreesdrújula). En español, habida cuenta de la mayor abundancia de palabras llanas, el verso más abundante es el paroxítono.
Según el número de sílabas
Según este criterio hay cuatro tipos principales de versos: de menor a mayor extensión, son los de arte menor, los de arte mayor, los compuestos y el versículo.
El arte menor está formado por los versos que tienen hasta ocho sílabas; el arte mayor, por el contrario, está formado por los versos que tienen nueve o más sílabas. Independientemente de estas dos clasificaciones, está el llamado versículo, que es un verso irregular sin número fijo de sílabas y por lo general tan largo que desborda el arte mayor.
En el arte menor los versos de dos sílabas se denominan bisílabos; de tres, trisílabos; de cuatro, tetrasílabos; de cinco, pentasílabos; de seis, hexasílabos; de siete, heptasílabos; y de ocho, octosílabos. Los versos más usados del arte menor en castellano son, por este orden, el octosílabo (el verso más fácil y natural del castellano, ya que coincide con el grupo fónico menor del idioma, por lo cual ha sido usado durante toda la historia de la literatura en lengua castellana, en el Romancero, en nuestro teatro clásico y en gran número de estrofas), el heptasílabo, el hexasílabo y el pentasílabo.
En el arte mayor, los versos de nueve sílabas se denominan eneasílabos; los de diez, decasílabos; los de once, endecasílabos; los de doce, dodecasílabos; los de trece, tridecasílabos; los de catorce, alejandrinos o tetradecasílabos, etc.
Los versos de más de once sílabas, denominados compuestos de arte mayor, poseen una cesura interior constante o pausa fijada hacia su mitad, aunque puede haber de hecho hasta tres cesuras. Así, por ejemplo, en el tipo más común de dodecasílabo hay una cesura después de la sexta sílaba (después de la séptima en el caso del dodecasílabo de seguidilla), y, en el alejandrino, después de la séptima sílaba. Las dos mitades del verso dividido por la cesura, que pueden ser isométricas o no, se denominan hemistiquios y se miden de igual forma que si fueran versos enteros, aplicándoseles la regla que dice que si acaban en aguda se cuenta una sílaba más y si acaban en esdrújula una menos:

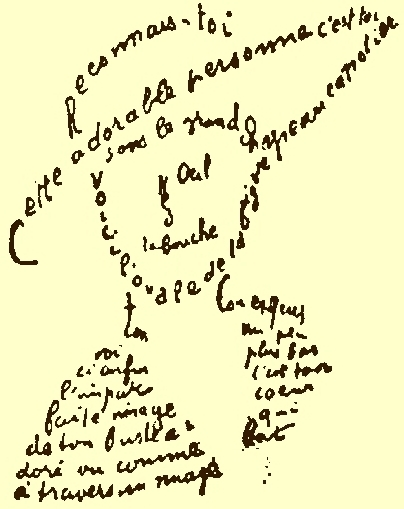
Caligrama de Guillaume Apollinaire.

Mes-ter trai-go fer-mo-so, (cesura) non es de ju-gla-rí-a (7+7=14 sílabas, alejandrino)
El versículo o verso de extensión desmedida sin rima, se articula según su propio ritmo interno mediante isotopías, acoplamientos, paralelos rítmicos, braquistiquios, pausas, germinaciones, plurimembraciones, paralelismos sintácticos y semánticos, leixaprén, microestructuras compositivas como la anular, la diseminación y la recolección, el despliegue de sintagmas progresivos etc. y otros recursos de notoria complejidad. Puede adoptar forma estrófica pero en forma de metáfora visual con el significante visual de los signos escritos, y entonces se le denomina caligrama. El versículo se inicia con la poesía del estadounidense Walt Whitman y, con algunos antecedentes en el siglo XIX, se acomoda al español con la obra de León Felipe, Pablo Neruda, Vicente Huidobro, Vicente Aleixandre, Federico García Lorca y Rafael Alberti en el siglo XX.
En cuanto a la clasificación de los versos por su ritmo acentual
Algunos de estos versos deben poseer acentos fijos en determinadas sílabas para poder ser métricamente correctos. Es el caso del endecasílabo, que debe llevar acento fijo siempre en la sexta sílaba (endecasílabo propio) o bien en la cuarta y octava (endecasílabo sáfico).
El endecasílabo propio puede tener también, y de hecho tiene, otros acentos opcionales que sirven para clasificarlo en diferentes tipos. Por ejemplo, el endecasílabo acentuado en primera y sexta sílaba se denomina enfático; el acentuado en segunda y sexta, heroico; y el acentuado en tercera y sexta, melódico. Cada cual posee una distinta expresividad, y gracias a estas variantes el endecasílabo es un instrumento lírico sumamente variado y rítmicamente flexible, por lo cual sustituyó como elemento preferido del arte mayor al dodecasílabo en el siglo XVI, demasiado rígido por su ritmo solemne y monótono. También existen otras modalidades de endecasílabo, pero no se consideran correctas o solamente se emplean para efectos rítmicos especiales, como por ejemplo el endecasílabo de gaita gallega o dactílico, que lleva acento en cuarta, séptima y décima sílaba, y a veces, cuando no se considera en anacrusis, en la primera. Este tipo de acentuación tiene su origen en la llamada métrica de cantidad empleada en la poesía clásica.
Endecasílabo propio: acentos en 6.ª y 10.ª
Endecasílabo propio enfático: acentos en 1.ª, 6.ª y 10.ª
Endecasílabo propio heroico: acentos en 2.ª, 6.ª y 10.ª
Endecasílabo propio melódico: acentos en 3.ª, 6.ª y 10.ª
Endecasílabo sáfico: acentos en 4.ª, 6ª/8.ª y 10.ª
Endecasílabo mixto o polirrítmico: el que mezcla dos o más de los patrones acentuales anteriores.
Endecasílabo dactílico: acentos en 1.ª, 4.ª, 7.ª y 10.ª
Endecasílabo galaico: acentos en 5.ª y 10.ª
Un tipo especial de versos, creados en 1603 por el poeta satírico y hampón Alonso Álvarez de Soria para imitar el habla chulesca de los matones de Triana, son los versos de cabo roto, versos terminados en palabra llana a los que se les suprime la última sílaba y que riman, por tanto, en aguda. Se usan siempre con intención burlesca o satírica y fueron empleados con frecuencia por Cervantes, por ejemplo al hablar de La Celestina:
Libro a mi entender diví- (divino)
si encubriera más lo humá- (humano)

### Ritmo acentual del verso
Existen fundamentalmente dos tipos de ritmos en el verso español, si dividimos el verso en partes de dos sílabas: el que procura acentuar las sílabas impares o ritmo trocaico (_U) y el que procura acentuar las pares o ritmo yámbico (U_), donde la raya representa a la sílaba acentuada.
Por el contrario, si dividimos el verso en grupos de tres sílabas tenemos tres tipos de ritmos: el ritmo dactílico (_UU), el anfibráquico (U_U) y el anapéstico (UU_), según los pies que imitan los de la poesía grecolatina clásica (el dáctilo, el anfíbraco y el anapesto).

## Las estrofas
Se entiende por estrofa en métrica a un conjunto de versos con una distribución fija de sílabas y rimas que se repite en un mismo poema con regularidad. A veces también constituye por sí mismo un pequeño poema. Casi siempre la estrofa encierra un pensamiento completo, por lo que posee una cierta autonomía semántica. Las estrofas de la métrica castellana comprenden entre dos y trece versos.

### Estrofas de dos versos
Se denomina pareado a las estrofas de dos versos que riman, sin importar el número de sílabas; por lo general poseen rima consonante (aunque pudiera ser también asonante) y en las formas AA BB CC DD, etc. Pueden presentarse en combinaciones de versos de arte menor y arte mayor: aa, aA o Aa. Se usaron en los motes y divisas de los escudos y en el Refranero y, por imitación de los pareados de alejandrinos franceses, en el Modernismo con versos de catorce sílabas. Ejemplos:
Me ha salido un pareado a8
sin habérmelo pensado a8 (Popular)
De este mundo sacarás a8 (7+1)
lo que metas, nada más a8 (7+1) (Refrán)
Yo he hecho lo que he podido a8
Fortuna, lo que ha querido a8 (Mote del siglo XV usado por el Conde de Salinas, XVII)
Hipogrifo violento, a7
que corriste parejas con el viento A11 (Pedro Calderón de la Barca, XVII)
Me acuso de no amar sino muy vagamente
una porción de cosas que encantan a la gente (Manuel Machado, Retrato, siglo XX)
Las hijas de las madres que amé tanto
me besan ya como se besa a un santo (Campoamor)
Cada hoja de cada árbol canta un propio cantar
y hay un alma en cada una de las gotas del mar (Rubén Darío)
La alegría es un pareado compuesto por un pentasílabo inicial y un decasílabo dividido por una cesura en dos pentasílabos. El primer verso puede ser de seis sílabas, y en ese caso el segundo es un endecasílabo con acento en la cuarta y en la séptima. Lleva rima asonante.
Vente conmigo
a las retamas de los caminos (Popular)
Sale de la alcoba
coloradita como una amapola (Popular)
Esta estrofa, frecuente en la lírica tradicional andaluza, puede ir seguida de un estribillo de tres versos en que riman primero con tercero y queda suelto el segundo.
El aleluya es un pareado de versos octosílabos con rima consonante:
La primavera ha venido
nadie sabe cómo ha sido (Antonio Machado, siglo XX)

### Estrofas de tres versos
El terceto está formado por tres versos generalmente endecasílabos (11 sílabas), con esquema de rima consonante en las formas ABA BCB CDC, etc. terminando en un serventesio a fin de que no queden versos sueltos (YZYZ) y, más raramente, en un serventesio más un pareado final (XYXYZZ). Esta forma proviene de la terza rima creada por el poeta florentino Dante Alighieri para su Divina comedia, adoptada posteriormente por Francesco Petrarca para sus Triunfos, y fue denominada en español tercetos encadenados. En Castilla empezó a cultivarse en la obra de Juan Boscán y Garcilaso de la Vega durante la primera mitad del siglo XVI, con el Renacimiento.

Un manotazo duro, un golpe helado,
un hachazo invisible y homicida,
un empujón brutal te ha derribado.
No hay extensión más grande que mi herida;
lloro mi desventura y sus conjuntos
y siento más tu muerte que mi vida...

(Miguel Hernández, siglo XX)

Fabio, las esperanzas cortesanas
prisiones son do el ambicioso muere
y donde al más astuto nacen canas.
El que no las limare o las rompiere,
ni el nombre de varón ha merecido
ni subir al honor que pretendiere.

(Andrés Fernández de Andrada, siglo XVII)

Es interesante observar que en este esquema se presenta un encadenamiento de los versos (rima encadenada). Es decir, en cada estrofa el segundo verso queda libre, pero se encadena con el primer verso de la siguiente. Regularmente, los tercetos terminan en un serventesio, a fin de que no queden versos sueltos.
Sin embargo, existen otras formas, como AAX BBX CCX DDX, etc. o AXA BXB CXC DXD, etc. Se llama tercetillo (o tercerilla) cuando es de arte menor (versos menores de 9 sílabas). 
La soleá son tres versos de arte menor (8 sílabas los más comunes pero los hay de 6 y de 7), con esquema de rima asonante en la forma axa. Ejemplo:

El ojo que ves no es
ojo porque tú lo veas,
es ojo porque te ve

(Antonio Machado)

'Musa soberbia y confusa,
'ángel, espectro, medusa,
'tal parece tu musa.

(Rubén Darío)

El haiku o haikai es una estrofa de tres versos de origen japonés cuya estructura es 5-, 7-, 5- en versos blancos llanos o esdrújulos. En castellano se ha usado también la forma 5.ª,7-,5.ª, que se asemeja a una soleá de verso quebrado o a la segunda parte de una seguidilla compuesta. Es un género literario derivado de la tanka. En español fue cultivado durante el Modernismo, en el siglo XX y en la actualidad. Es la forma predilecta de la poesía zen y habitualmente no utiliza metáforas. Su maestro en lengua japonesa es Matsuo Bashō.

Como de rosas
sedosos como pétalos.
fueron tus labios

(Llorenç Vidal)

En agua, lento,
hay un brillo de sol.
Se mece al viento

(Ángel Romera)

Flor del cerezo,
O-Sen se pinta el labio:
nace la fruta.

(Testigos del asombro, Beatriz Villacañas)

### Estrofas de cuatro versos
La tirana, cuarteta asonantada o copla es un grupo de cuatro versos octosílabos (8 sílabas) en que riman los pares en asonante:

En los pinares del Júcar
vi bailar unas serranas
al son del agua en las piedras
y al son del viento en las ramas
Luis de Góngora

Están clavadas dos cruces
en el monte del olvido
por dos amantes que han muerto
sin haberse comprendido
Popular

La seguidilla es una estrofa de cuatro versos de tipo popular en los que los impares son de siete y los pares de cinco sílabas (-7,5.ª,-7,5.ª); riman los pares en asonante:

Aunque soy de La Mancha
no mancho a nadie;
más de cuatro quisieran
tener mi sangre.
Popular

En el caso de la seguidilla real, como la denomina Sor Juana Inés de la Cruz, Rima asonante: 10-, 6.ª, 10-, 6.ª (Decasílabos, acentos en 3.ª, 6.ª, 9.ª ).

Sin farol se venía una dueña
guardando el semblante,
porque dice que es muy conocida
por las Navidades.
Sor Juana Inés de la Cruz

Seguidilla gitana, los versos primero, segundo y cuarto son hexasílabos, y el tercero, de once o doce, como vemos en los ejemplos. Los versos segundo y cuarto tienen rima asonante:

Las que se publican
no son grandes penas.
Las que se callan y se llevan dentro
son las verdaderas.
Manuel Machado

Pensamiento mío
¿adónde te vas?
No vayas a casa de quien tú solías
que no pues entrar.
Manuel Machado

La redondilla y la cuarteta son estrofas de cuatro versos de arte menor, con dos rimas consonantes abrazadas o alternas respectivamente según estos esquemas: abba / abab.

Ven muerte tan escondida,
que no te sienta venir
porque el placer de morir
no me torne a dar la vida
Redondilla de Lope de Vega, sobre un poema del comendador Escrivá

El cuarteto es una estrofa de cuatro versos de arte mayor, con dos rimas consonantes abrazadas según este esquema: ABBA:

Nadie rebaje a lágrima o reproche
esta declaración de la maestría
de Dios, que con magnífica ironía
me dio a la vez los libros y la noche
Jorge Luis Borges

El serventesio es como el cuarteto pero con rima alterna:ABAB

El dueño fui de mi jardín de sueño,
lleno de rosas y de cisnes vagos;
el dueño de las tórtolas, el dueño
de góndolas y liras en los lagos.
Rubén Darío

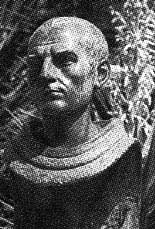
Recreación artística de la efigie del poeta Gonzalo de Berceo, principal poeta del Mester de clerecía.

El tetrástrofo monorrimo o cuaderna vía es la estrofa de cuatro versos alejandrinos, es decir, de catorce sílabas divididos en dos hemistiquios de siete sílabas cada uno, en la que riman todos entre sí en consonante: A14A14A14A14. Es propia de la Edad Media y del Mester de clerecía en concreto.

Mester traigo fermoso non es de juglaría
mester es sin pecado, ca es de clerecía
fablar curso rimado por la cuaderna vía
a sílabas cunctadas, ca es gran maestría
Libro de Aleixandre

La estrofa alcaica fue introducida por el poeta Francisco de Medrano: se trata de un cuarteto en el cual los dos primeros versos son endecasílabos y los dos últimos heptasílabos (A11,B11,b7,a7):

Y mientras con rigurosas nieves
tu edad marchita el tiempo y tus verdores
coge de tus amores,
coge las rosas breves.
Francisco de Medrano, siglo XVI

La estrofa De la Torre es así llamada por haber sido utilizada por primera vez en un par de poemas de Francisco de la Torre (siglo XVI). Consiste en tres endecasílabos de ritmo regular y un heptasílabo sin rimas. Posteriormente se le añadieron rimas, sobre todo en los versos pares, y se ensayaron otras variaciones. Tuvo tal fortuna que se usó en importantes poemas del siglo XVIII (Meléndez, Noroña) y XIX (Duque de Rivas, Nicomedes Pastor Díaz). En la actualidad han usado esta estrofa Juan Eduardo Cirlot y Jon Juaristi.

A veces me florece un tiempo nuevo,
un ala matinal sobre la frente,
una esperanza candorosa y fértil
que me aclara y rehace
Dionisio Ridruejo, siglo XX

Derivada de la estrofa De la Torre, la estrofa sáfica es un grupo de cuatro versos en que los tres primeros son endecasílabos sáficos (es decir, con acento de intensidad en la cuarta y octava sílabas o en cuarta y sexta) y el cuarto un pentasílabo (o a veces heptasílabo) adónico (esto es, con acento en primera y cuarta). Al principio no llevaba rima, pero luego se renovó esta estrofa incorporándole alguna rima en los versos pares sobre todo.

¡Salve, oh alcázar de Edetania firme,
ejemplo al mundo de constancia ibera,
en tus rüinas grandïosa siempre,
noble Sagunto!
Alberto Lista, siglo XIX

### Estrofas de cinco versos
La quintilla es una estrofa de cinco versos de arte menor, por lo general octosílabos, con dos rimas entrecruzadas consonantes en las que no pueden rimar tres versos seguidos. En arte mayor se denomina quinteto11A 11B 11A 11B 11A.

Quedar las arcas vacías,
donde se encerraba el oro 
que dicen que recogías,
nos muestra que tu tesoro 
en el cielo lo escondías

(Miguel de Cervantes, A la muerte de Felipe II)

Desierto está el jardín... De su tardanza
no adivino el motivo... El tiempo avanza...
Duda tenaz, no turbes mi reposo.
Comienza a vacilar mi confianza...
El miedo me hace ser supersticioso. 

(Ricardo Gil)

La lira es una estrofa de cinco versos de siete y once sílabas rimados en consonante distribuidos así: a7,B11, a7, b7, B11. La introdujo a principios del siglo XVI Garcilaso de la Vega con una estrofa que le dio nombre:

Si de mi baja lira
tanto pudiese el son, que en un momento
aplacase la ira
del animoso viento
y la furia del mar y el movimiento...

(Garcilaso de la Vega, siglo XVI)

La tanka es una estrofa de origen japonés que consta de cinco versos, pentasílabos y heptasílabos, agrupados sin rima de la siguiente manera: 5-,7-,5-;7-,7-. Como puede verse, los primeros versos constituyen casi un haiku.

Alto en la cumbre
todo el jardín es luna,
luna de oro.
Más precioso es el roce
de tu boca en la sombra.

(Jorge Luis Borges)

### Estrofas de seis versos
La sextilla es la combinación de seis versos cortos, generalmente octosílabos, aconsonantados con rima alterna o con cualquier otra rima. Por lo general suelen ser una cuarteta y un pareado o un pareado y una redondilla etc.

Cantando me he de morir
cantando me han de enterrar,
y cantando he de llegar
al pie del eterno padre:
dende el vientre de mi madre
vine a este mundo a cantar.

(José Hernández, Martín Fierro)

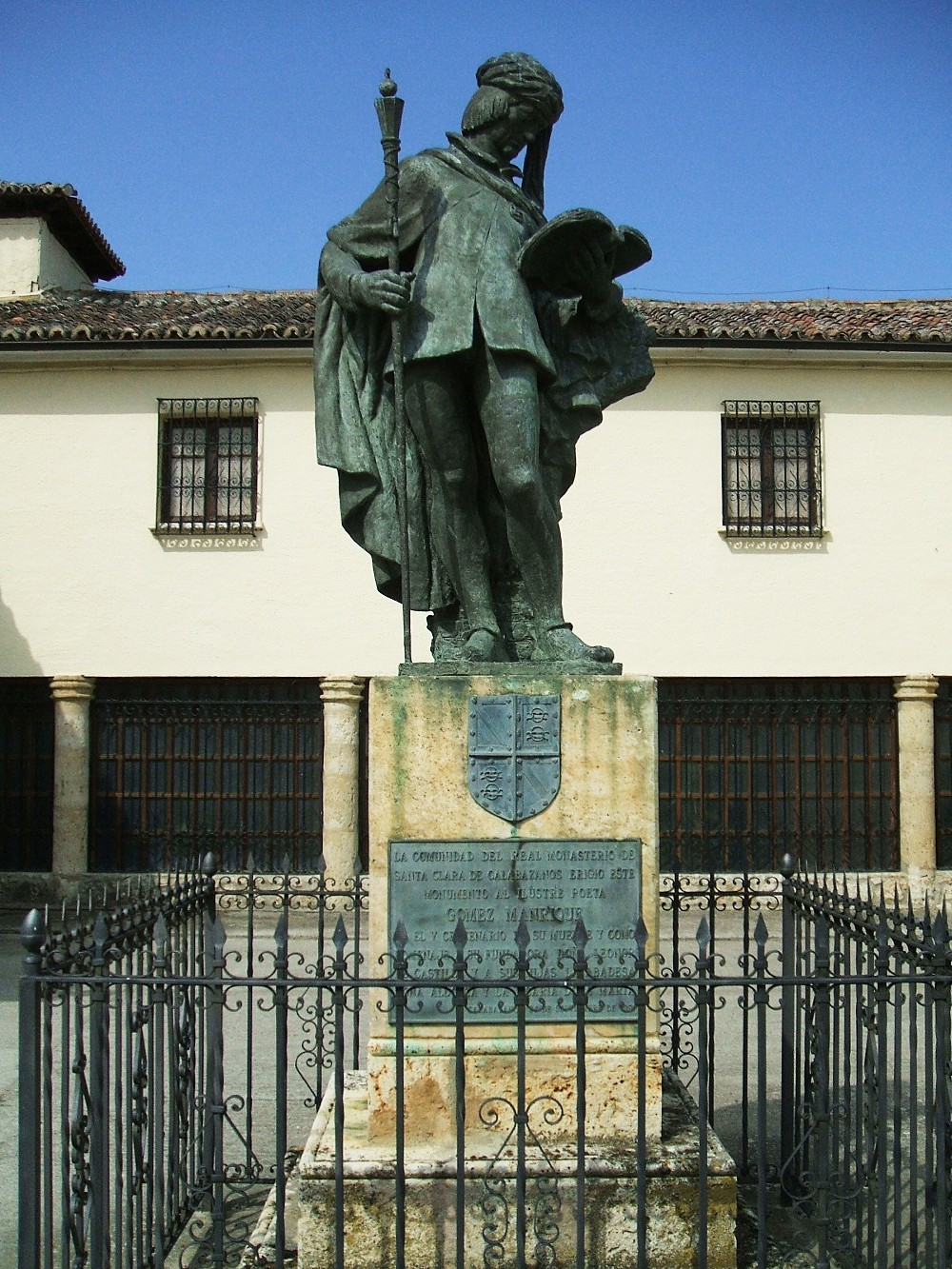
Monumento a Gómez Manrique, creador de la copla de pie quebrado, junto al Real Monasterio de Nuestra Señora de la Consolación, en Calabazanos.

La copla de pie quebrado o sextilla manriqueña combina versos de ocho y cuatro sílabas (llamado quebrado, o partido, por tener la mitad que el más largo). Fue creada por Gómez Manrique y su sobrino Jorge Manrique la inmortalizó en sus famosas Coplas por la muerte de su padre. Se trata de seis versos divididos en dos grupos constituidos cada uno por dos octosílabos más un tetrasílabo, rimando 1.º con 4.º, 2.º con 5.º, 3.º con 6.º (a8,b8,c4;a8,b8,c4;)

Ved de cuan poco valor
son las cosas tras que andamos
y corremos
que en este mundo traidor
aun primero que muramos
las perdemos.

(Jorge Manrique, siglo XV)

La sexta rima es un tipo de sexteto conocido también como sextina antigua y sextina real. Se trata de una octava real sin los dos primeros versos, es decir, un grupo de endecasílabos que riman en consonante primero con tercero, segundo con cuarto y el quinto con el sexto:

A un ciego le decía un linajudo:
"Todos mis ascendientes héroes fueron."
Y respondiole el ciego: "No lo dudo;
yo sin vista nací: mis padres vieron."
No se envanezca de su ilustre raza
quien pudo ser melón y es calabaza.

(Hartzenbusch, "El linajudo y el ciego")

### Estrofas de siete versos
La pavana consta de cuatro versos de arte mayor (dodecasílabos por lo general) que riman en consonante ABAB, más tres versos monorrimos de extensión fluctuante y progresiva, normalmente entre 5 y 10 sílabas, como vemos en el siguiente ejemplo. Se destinaba al canto, y los últimos ejemplares datan del siglo XVI.

¡Oh clara centella de fuego de amor,
soberana gracia, hermosura fuerte
que infundes tus rayos con tanto furor
que con sola tu vista condenas a muerte!
¡Triste, que vivo
con dolor esquivo
que por quereros, yo recibo!
(Anónimo)

### Estrofas de ocho versos
La octavilla, estrofa de ocho versos cortos; la más común se compone de octasílabos, rimados de muy diversas maneras:

"Vos sos un gaucho matrero"
dijo uno, haciéndose el güeno.
"Vos mataste un moreno
y otro en una pulpería,
y aquí está la polecía
que viene a justar tus cuentas;
te va alzar por la cuarenta
si te resistís hoy día.
(José Hernández, Martín Fierro)

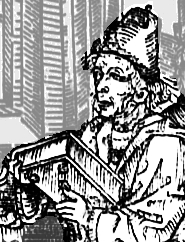
Juan de Mena, a partir de un grabado de la edición de Zaragoza (Jorge Coci, 1509) del Laberinto de Fortuna.

La copla de arte mayor es una estrofa en rima consonante cultivada durante el siglo XV y primera mitad del XVI por poetas del Prerrenacimiento español de la escuela alegórico-dantesca como Francisco Imperial, Juan de Mena o don Íñigo López de Mendoza, marqués de Santillana. Su estructura es ABBAACCA y más raramente ABABBCCB en versos de extensión variable (versos de arte mayor) divididos en dos hemistiquios de cinco a siete sílabas con de ritmo dactílico:

Al muy prepotente don Juan el segundo
a aquel con quien Júpiter tovo tal celo
que tanta de parte le fizo del mundo
cuanta a sí mesmo se fizo del cielo;
al gran rey de España, al César novelo
al que con Fortuna es bien fortunado;
a aquel en quien caben virtud y reinado
a él la rodilla fincada por suelo.
(Juan de Mena, Laberinto de Fortuna)

La octava real es una estrofa formada por endecasílabos de rima alterna consonante salvo los dos últimos, que riman entre sí formando un pareado (ABABABCC). Es estrofa usada fundamentalmente en poemas narrativos y de épica culta, aunque a principios del siglo XVI se usó en Castilla también con tema amoroso por influjo italiano de los llamados capitoli de amor:

No las damas, amor, no gentilezas
de caballeros canto enamorados,
ni las muestras, regalos y ternezas
de amorosos afectos y cuidados,
mas el valor, los gestos, las proezas
de aquellos españoles esforzados
que a la cerviz de Arauco no domada
pusieron duro yugo por la espada.
(Alonso de Ercilla, La Araucana, XVI)

La octava de Pedro de Oña se compone de ocho endecasílabos que riman en consonante ABBAABCC. Es una modificación de la octava real producida por su cruce con la copla de arte mayor. El poeta que le da nombre la introdujo.

Si pluma y vista de águila tuviera,
pluma con que romper el vacuo seno
y vista para ver el sol de lleno,
seguro de temor volara y viera,
o si tan remontada no estuviera
la soberana cumbre do me estreno,
prestárame el trabajo sus escalas
o me valiera entonces de mis alas.
(Pedro de Oña)

La octava italiana u octava aguda, creada por Salvador Bermúdez de Castro y por ello llamada a veces bermudina, se compone de ocho versos de arte mayor, generalmente endecasílabos, y con rima consonante, según el esquema ABBC'DEEC'; el cuarto y el octavo verso son agudos. A veces, la estrofa la componen heptasílabos en lugar de endecasílabos.

Cual la yerba arrojada en la roca,
que marchita allí crece, allí muere,
¿viviré y moriré, sin que espere
otra vida, otra dicha, otra luz?
aun en medio de altares y tumbas
mi terrible pensar me amenaza:
que si el mundo feroz me rechaza,
me rechaza también esa cruz.
(Salvador Bermúdez de Castro, Ensayos poéticos, 1840)

Tu aliento es el aliento de las flores;
tu voz es de los cisnes la armonía;
es tu mirada el esplendor del día,
y el color de la rosa es tu color.
Tú prestas nueva vida y esperanza
a un corazón para el amor ya muerto;
tú creces de mi vida en el desierto
como crece en un páramo la flor.
(Gustavo Adolfo Bécquer Rimas, siglo XIX)

La octavilla italiana u octavilla aguda es una combinación de ocho versos de ocho sílabas o menos en que el cuarto y el octavo poseen rima aguda, y segundo y tercero riman entre sí, así como el sexto y séptimo, quedando sueltos primero y quinto (-8, a8, a8, b8 agudo; -8, c8, c8, b8 agudo). Fue estrofa muy popular a finales del siglo XVIII y durante el siglo XIX y se utilizó frecuentemente para el canto por su gran musicalidad. Se usó en el teatro solamente para las partes cantadas.

Merced a tus traiciones
al fin respiro, Lice,
al fin de un infelice
el cielo hubo piedad;
ya rotas las prisiones
libre está el alma mía;
no sueño, no, este día,
mi dulce libertad.
(Juan Meléndez Valdés, siglo XVIII)

La octavilla real o copla de arte menor es una estrofa de ocho versos rimados como la copla de arte mayor:

Mal jugar faze quien juega
con quien siente, maguer calle:
de lo que faze en la calle,
¿quién es el que se desnega?
Ambición es cosa ciega
y recibe desoluto;
poder y mando absoluto
fin de padre es quien lo niega
(Íñigo López de Mendoza, siglo XV)

### Estrofas de nueve versos
La estancia spenseriana es una estrofa de nueve versos de los que los ocho primeros son endecasílabos y el último alejandrino. Riman en consonante primero con tercero y segundo con cuarto, quinto y séptimo. El sexto con el octavo y el noveno: A11, B11, A11, B11, B11, C11, B11, C11, C14. La introdujo desde la métrica inglesa en el siglo XIX el poeta José María Blanco-White:
En una antigua selva enmarañada
donde el ardiente rayo del estío
no puede penetrar, y la manada
en el agosto, casi tiene frío,
un amante lloraba el cruel desvío
de su dama adorada, y los desdenes
que lo llevan a un loco desvarío.
"¡Malhaya, dice, amor, tus falsos bienes!
"¿Por qué con tus engaños así nos entretienes? (José María Blanco White, siglo XIX)
La novena es un grupo de nueve versos de arte menor rimados en consonante. Es rara en la métrica española y en realidad está formada por dos semiestrofas menores asimétricas, como en el ejemplo que sigue, en que puede entenderse también como una redondilla y una quintilla unidas:
Que los reyes justicieros
y verdaderos y francos,
facen llanos los barrancos,
y los castillos roqueros;
que a la justicia con franqueza
y con verdad esmaltada,
nunca fue tal fortaleza,
tal constancia, tal firmeza,
que no fuese sojuzgada. (Gómez Manrique, Regimiento de príncipes)

### Estrofas de diez versos
La copla real es la combinación de diez octosílabos en dos semiestrofas unidas por tres o cuatro rimas. Aparecen a lo largo del siglo XV. Las semiestrofas comenzaron siendo asimétricas (primero se utilizaron las de 4 + 6 versos y luego las de 5 + 5, que se hacen mayoritarias solo a fines del siglo XV). Posteriormente los poetas del siglo XVI terminaron por llamarlas redondillas castellanas y de vez en cuando introdujeron un verso de pie quebrado de cuatro sílabas.
Vuestros lindos ojos, 
¡quién me dexase gozallos
y tantas veces besallos
cuantas me pide la gana
con que vivo de mirallos!
Darles hía
cien mil besos cada día;
y, aunque fuese un millón,
mi penado corazón
nunca harto se vería. (Cristóbal de Castillejo, siglo XVI)
Genéricamente una décima es una estrofa constituida 10 versos octosílabos que junta o agrupa dos quintillas como semiestrofas. Actualmente se usa esta palabra con el sentido específico de décima espinela o espinela.
La espinela toma su nombre del poeta, novelista y vihuelista Vicente Espinel, de fines del siglo XVI. La contribución de Espinel fue fijar la estructura de rimas de la décima en abbaaccddc. Durante los siglos XVII y XVIII se usó con frecuencia para el epigrama y la glosa de otros poemas; Félix Lope de Vega, en su Arte nuevo de hacer comedias (1609), escribió que "las décimas son buenas para quejas" en las obras teatrales, pero las empleó indistintamente para cualquier tema. Desde entonces no ha decaído su uso en la poesía española e hispanoamericana como forma tan cerrada como el soneto y apropiada para el poema redondo y el epigrama, y ha sido la estrofa predilecta de algunos poetas de la Generación del 27 como Jorge Guillén o Gerardo Diego.
Yo sueño que estoy aquí
destas prisiones cargado,
y soñé que en otro estado
más lisonjero me vi.
¿Qué es la vida? Un frenesí.
¿Qué es la vida? Una ilusión,
una sombra, una ficción,
y el mayor bien es pequeño;
que toda la vida es sueño
y los sueños, sueños son. (Pedro Calderón de la Barca, siglo XVII)
El ovillejo es una estrofa que posee la estructura a8a3,b8,b3,c8c3,c8d8d8c8:
¿Quién mejorará mi suerte?
La muerte.
Y el bien de amor, ¿quién le alcanza?
Mudanza.
Y sus males, ¿quién los cura?
Locura.
De ese modo, no es cordura
querer curar la pasión
cuando los remedios son
muerte, mudanza y locura. (Miguel de Cervantes)
La seguidilla chamberga es una seguidilla simple a la que se le añaden seis versos formando tres pareados en asonante, los impares trisílabos y los pares heptasílabos:
Alto fue, y en virtudes
que tuvo excelsas,
su excelencia me admira
como su alteza.
Su estado
se me pasa por alto;
esperen
de su alteza mercedes,
que el santo
si no pródigo, es largo.
La décima italiana es como la décima normal, pero con rima aguda en los versos quinto y décimo:
Virgen madre, casta esposa
sola tú la venturosa
la escogida sola fuiste,
que en tu seno recibiste
el tesoro celestial.
Sola tú con tierna planta
oprimiste la garganta
de la sierpre aborrecida,
que en la humana frágil vida
esparció dolor mortal.
(Leandro Fernández de Moratín, siglo XVIII)

## Los poemas
Los poemas se forman de dos maneras, bien uniendo estrofas semejantes o distintas (agrupaciones estróficas), bien uniendo versos del mismo tipo o diferentes en series métricas o tiradas aestróficas tan extensas que no pueden considerarse estrofas. Las agrupaciones más importantes de estrofas son la folía, la seguidilla compuesta, el zéjel, el villancico, la letrilla, la glosa, el soneto y sus distintos tipos, los tercetos encadenados, la sextina provenzal, el cosante o cosaute, la canción provenzal, canción en estancias, el rondel y la escala métrica. Series métricas son la silva, el romance y la silva arromanzada.
La folía, según el maestro Gonzalo Correas, es una composición breve de tres o cuatro versos desiguales en su número de sílabas destinada al canto. El cantar, las coplillas de tres y cuatro versos y la seguidilla cuando tiene sus versos pares agudos se consideran folías:

Andá noramalá,
marido mío,
andá noramalá,
que andáis dormido.
(Popular)
- - -
Riñen dos amantes;
hácese la paz;
si el enojo es grande,
es el gusto más.

(Miguel de Cervantes, siglo XVI-XVII)

La seguidilla compuesta es una estrofa que combina heptasílabos y pentasílabos agrupados en una seguidilla y un haikú con rima asonante, según el esquema 7-; 5.ª; 7-;5.ª 5b; 7-;5b. Es una estrofa propia de la lírica popular tradicional:

Azules son tus ojos,
marrón tu pelo,
cobriza, tu piel, tiene
brillos de fuego.
Dame tu abrazo
de frutos de dulzura
en tu regazo

(Anónimo)

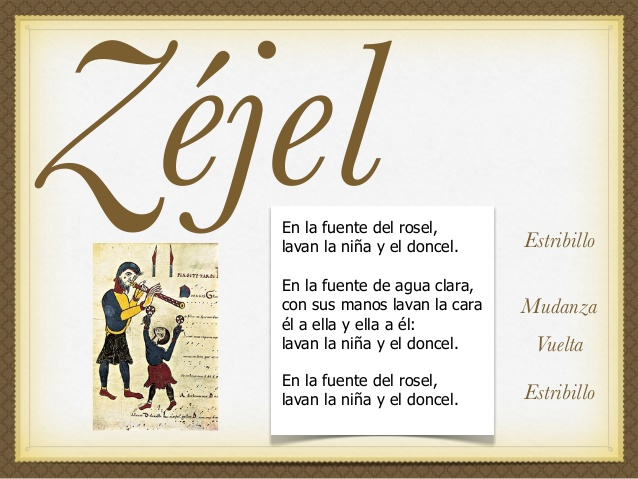
Estructura del zéjel

El zéjel es una estrofa que se agrupa en series formando una canción zejelesca. Cada zéjel está formado por un pareado de arte menor, que es el estribillo o bordón, y por un grupo de cuatro versos de los cuales los tres primeros riman entre sí en consonante y se denominan mudanza; el último verso es el verso de vuelta y rima en consonante con el estribillo, sirviendo así de aviso o anunció su rima de que ha de volverse a recitar el estribillo para encabezar el próximo zéjel de la serie:

Dicen que me case yo;
no quiero marido, no. (Estribillo)
Más quiero vivir segura
n´esta sierra a mi soltura,
que no estar en ventura (Primera mudanza)
si casaré bien o no. (Verso de vuelta)
Dicen que me case yo;
no quiero marido, no.

(Estribillo) Gil Vicente, siglo XVI.

Existen variaciones más libres sobre esta forma tradicional del zéjel, entre ellas la de Rafael Alberti y la del zéjel asonantado creado por el poeta mallorquín Llorenç Vidal Vidal, que combina la estructura estrófica del zéjel con la rima más suavizada del romance.
El cosante o cosaute es un poema compuesto por pareados fluctuantes (o sea, de indeterminado número de sílabas). Los pareados se relacionan entre ellos por medio de elementos paralelísticos; tras cada pareado sigue un estribillo muy breve, generalmente un solo verso. En el primer pareado, se plantea el tema del poema, y cada nuevo pareado repite parte del tema del anterior y añade algo nuevo en forma de leixa-pren. Proviene de la lírica galaico-portuguesa. Es probable que el cosante derivara del canto y que de ahí adquiriera independencia; el solista seguramente cantaba los pareados y el coro, o público, le respondía con el estribillo.

A aquel árbol que vuelve la foja
algo se le antoja.
Aquel árbol de bel mirar 
face de maña flores quiere dar.
Algo se le antoja.
Aquel árbol de bel veyer
face de maña quiere florecer.
Algo se le antoja.
Face de maña flores quiere dar,
ya se demuestra, salidlas mirar.
Algo se le antoja.
Face de maña quiere florecer,
ya se demuestra, salidlas a ver.
Algo se le antoja.
Ya se demuestra, salidlas mirar,
vengan las damas la fruta cortar.
Algo se le antoja.
Ya se demuestra, salidlas a ver,
vengan las damas la fruta coger.
Algo se le antoja.

(Diego Hurtado de Mendoza)

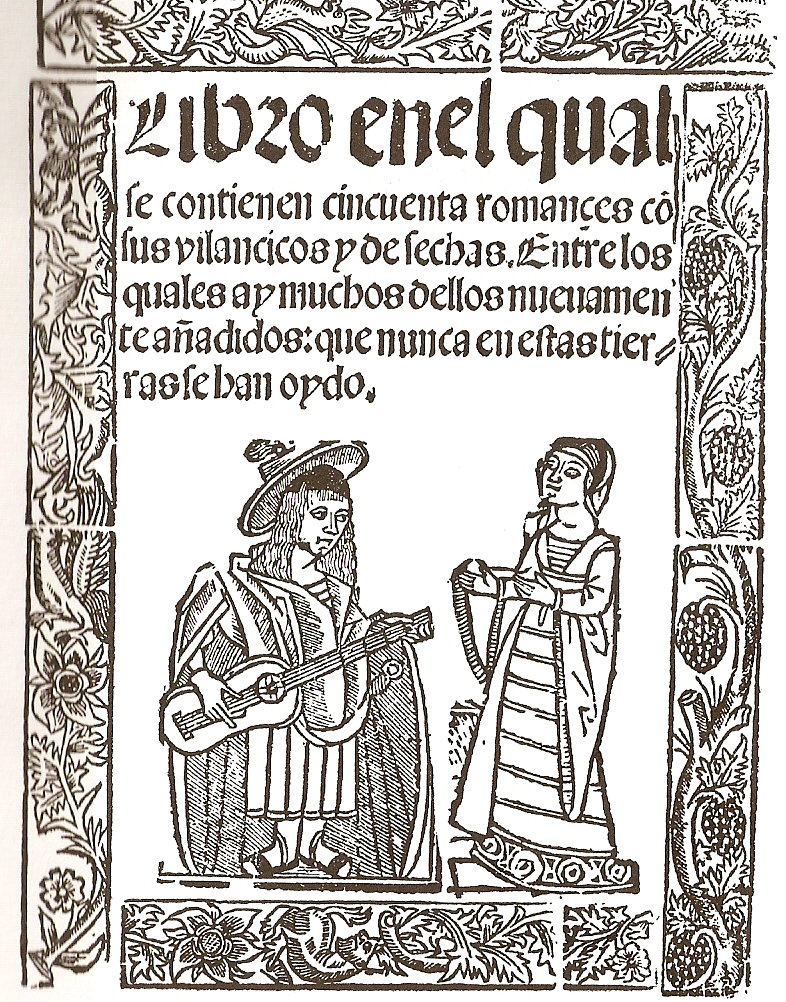
Portada del Libro de los cincuenta romances (c. 1525), primera colección de romances conocida.

El romance es una serie métrica compuesta por una serie indefinida de versos octosílabos con rima asonante en los versos pares que se originó de la descomposición de los cantares de gesta en el siglo XIV, aunque algunos de ellos empezaron a imitarse y componerse a propósito entre el siglo XV y la actualidad constituyento el llamado Romancero nuevo. Suele usarse para relaciones o narraciones, o con contenido narrativo-lírico. Si el romance es de origen culto suele poderse dividir con facilidad en grupos de cuatro versos como subestrofas; si es de origen tradicional, no.

Que por mayo era, por mayo,
cuando hace la calor,
cuando los trigos encañan
y están los campos en flor,
cuando canta la calandria
y responde el ruiseñor,
cuando los enamorados
van a servir al amor;
sino yo, triste, cuitado,
que vivo en esta prisión;
que ni sé cuándo es de día
ni cuándo las noches son,
sino por una avecilla
que me cantaba el albor.
Matómela un ballestero;
dele Dios mal galardón.

El llamado romance heroico rima como el romance, solamente los versos pares y en asonante, pero está compuesto por versos endecasílabos. Lo creó Sor Juana Inés de la Cruz y se utilizó ampliamente en el siglo XVIII y siglo XIX:

Entran de dos en dos en la estacada,
con lento paso y grave compostura,
sobre negros caballos, ocho pajes,
negras la veste, la gualdrapa y plumas;
después cuatro escuderos enlutados,
y cuatro ancianos caballeros, cuyas
armas empavonadas y rodelas
con negras manchas que el blasón ocultan,
y cuyas picas que por tierra arrastran,
sin pendoncillo la acerada punta,
que son, van tristemente publicando,
de la casa de Lara y de su alcurnia.

(Ángel Saavedra, Duque de Rivas, s. XIX)

La escala métrica es una estrofa creada por el poeta romántico Víctor Hugo y poco usada en general. Se trata de una serie de versos en la que el primero empieza por ser de una o dos sílabas, y cada verso siguiente suma una al anterior hasta llegar al dodecasílabo, y después va disminuyendo una por una hasta regresar al verso de una o dos sílabas.
La sextina provenzal es una compleja combinación de treinta y nueve endecasílabos estructurados en seis estrofas de seis versos cada una y una contera final de tres versos. No tiene rima, sino una serie de seis palabras finales que se van repitiendo en distinto verso, pero siempre al final de cada uno, en cada estrofa, de forma que las seis palabras finales de los seis versos de las seis estrofas sean las mismas, solo que en diferente disposición. La estructura de la disposición de las palabras finales de los versos es la siguiente:
1.ª Estrofa: A-B-C-D-E-F (Que corresponden a las palabras finales)
2.ª Estrofa F-A-E-B-D-C
3.ª Estrofa C-F-D-A-B-E
4.ª Estrofa E-C-B-F-A-D
5.ª Estrofa D-E-A-C-F-B
6.ª Estrofa B-D-F-E-C-A
El remate o contera se constituye con tres versos donde se incluyen dos de estas palabras finales en cada uno de los tres versos, una al principio y otra al final, con una estructura que suele ser:
1 verso: A-B
2 verso: D-E
3 verso: C-F
La disposición de las últimas palabras de cada verso sigue la norma de que la última palabra del último verso de una estrofa sea la última palabra del primer verso de la siguiente, la última palabra de segundo verso sea la última del primer verso de la anterior estrofa y la última del tercer verso sea la última del penúltimo verso de la estrofa precedente.

¿Y qué decir de nuestra madre España,
este país de todos los demonios
en donde el mal gobierno, la pobreza
no son, sin más, pobreza y mal gobierno
sino un estado místico del hombre,
la absolución final de nuestra historia?
De todas las historias de la Historia
sin duda la más triste es la de España,
porque termina mal. Como si el hombre,
harto ya de luchar con sus demonios,
decidiese encargarles el gobierno
y la administración de su pobreza.
Nuestra famosa inmemorial pobreza,
cuyo origen se pierde en las historias
que dicen que no es culpa del gobierno
sino terrible maldición de España,
triste precio pagado a los demonios
con hambre y con trabajo de sus hombres.
A menudo he pensado en esos hombres,
a menudo he pensado en la pobreza
de este país de todos los demonios.
Y a menudo he pensado en otra historia
distinta y menos simple, en otra España
en donde sí que importa un mal gobierno.
Quiero creer que nuestro mal gobierno
es un vulgar negocio de los hombres
y no una metafísica, que España
debe y puede salir de la pobreza,
que es tiempo aún para cambiar su historia
antes que se la lleven los demonios.
Porque quiero creer que no hay demonios.
Son hombres los que pagan al gobierno,
los empresarios de la falsa historia,
son hombres quienes han vendido al hombre,
los que le han convertido a la pobreza
y secuestrado la salud de España.
Pido que España expulse a esos demonios.
Que la pobreza suba hasta el gobierno.
Que sea el hombre el dueño de su historia.

(Jaime Gil de Biedma, siglo XX)

La canción provenzal consta de uno o más grupos de doce versos octosílabos repartidos cada uno en tres bloques de cuatro, por lo general una cuarteta entre dos redondillas que tienen la misma rima, o bien dos cuartetas que encierran a una redondilla, igualmente las cuartetas con la misma rima, siempre consontante: abba cdcd abba, en el primer caso, o bien abab cddc abab en el segundo. Este esquema sufrió luego más modificaciones, de forma que las estrofas de principio y final podían tener más o menos versos (por ejemplo, abb cdcd abb y abbab cddc abbab) o todas ellas ser redondillas o cuartetas, o a capricho, pero siempre se mantuvo que las rimas de primera estrofa y última fueran las mismas. Se usó dentro del gay saber del siglo XV y dio origen al virelay y al rondó franceses; en Castilla apareció dentro de la corriente denominada lírica cancioneril.

No sé para qué nací,
pues en tal extremo estó
que el vevir no quiero yo
y el morir no quiere a mí.
Todo el tiempo que viviere
terné muy justa querella
de la Muerte, pues no quiere
a mí, queriendo yo a ella.
¿Qué fin espero de aquí,
pues la muerte me negó,
pues que claramente vio
que era vida para mí?

(Pedro de Cartagena, Cancionero de Hernando del Castillo, s. XV.)

La canción en estancias o canción es de origen italiano. Se divulgó a partir del primer Renacimiento y consta de una serie de estrofas semejantes que combinan versos de siete y once sílabas con la misma disposición métrica, llamadas estancias (del italiano stanze). La composición se remata con un corto envío o vuelta de cuatro versos.
Cada estancia consta de dos partes engarzadas por un verso de enlace, eslabón o llave que sirve para unir la primera parte o fronte (con dos pies, abC abC) y la segunda parte, llamada sírima o 'coda' (dee DfF). El escritor manchego Garcilaso de la Vega introdujo esta estrofa en la literatura española, y desde entonces no ha dejado de usarse, sobre todo por los poetas influidos por la corriente literaria del llamado Petrarquismo:

Divina Elisa, pues agora el cielo
con inmortales pies pisas y mides,
y su mudanza ves, estando queda,
¿por qué de mí te olvidas y no pides
que se apresure el tiempo en que este velo
rompa del cuerpo, y verme libre pueda,
y en la tercera rueda,
contigo mano a mano,
busquemos otro llano,
busquemos otros montes y otros ríos,
otros valles floridos y sombríos,
donde descanse y siempre pueda verte
ante los ojos míos,
sin miedo y sobresalto de perderte?

(Garcilaso de la Vega)

Un tipo especial de canción es la canción leopardina, llamada así por su primer cultivador, el poeta del Romanticismo italiano Giacomo Leopardi. En ella, si bien las estrofas tienen el mismo número de versos, la distribución de las rimas es libre y diferente de una a otra, varía también la proporción de heptasílabos y endecasílabos y no hay verso de enlace

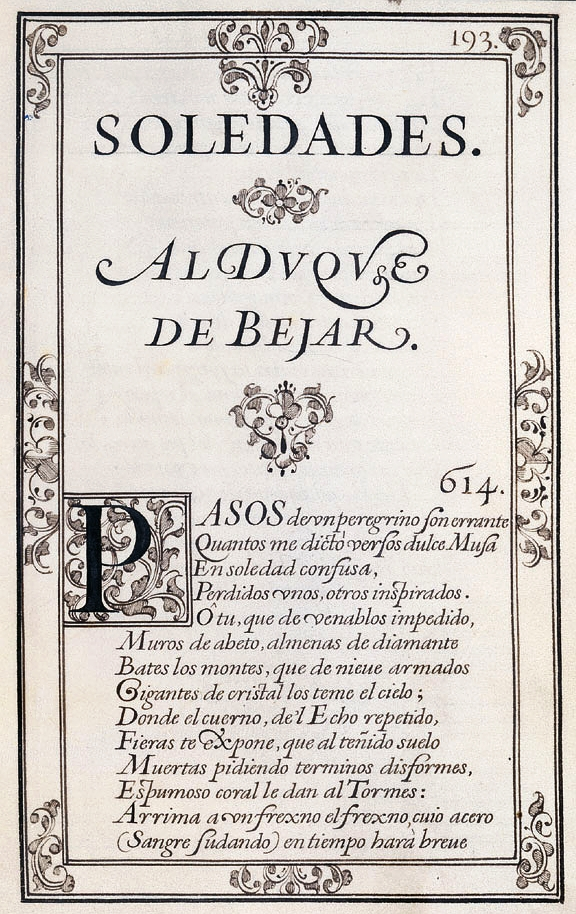
Página inicial de Las soledades (l. I, pág. 193) en el Manuscrito Chacón.

La silva es de origen italiano y consiste en una extensión indeterminada de versos de siete y once sílabas combinados y rimados libremente en consonante y en la que pueden dejarse algunos versos sueltos sin rima. Constituye por estas particularidades una forma muy libre, de tendencia antiestrófica y próxima por tanto al versolibrismo. Fue introducida en la lírica española en 1613 por Luis de Góngora en sus Soledades:

Era del año la estación florida
en que el mentido robador de Europa
—media luna las armas de su frente,
y el Sol todo los rayos de su pelo—,
luciente honor del cielo,
en campos de zafiro pace estrellas,
cuando el que ministrar podía la copa
a Júpiter mejor que el garzón de Ida,
—náufrago y desdeñado, sobre ausente—,
lagrimosas de amor dulces querellas
da al mar; que condolido,
fue a las ondas, fue al viento
el mísero gemido,
segundo de Arïón dulce instrumento.

(Luis de Góngora, Soledad primera)

El soneto clásico es una agrupación de endecasílabos que riman en consonante y distribuidos en dos cuartetos y de dos tercetos, hasta un total de catorce versos. Las rimas de los tercetos son libres, si bien en el soneto clásico se utilizan sobre todo dos distribuciones: CDE, CDE o bien CDC DCD. La combinación más usada del soneto es: ABBA ABBA CDC DCD. A veces, casi siempre cuando se trata de un tema burlesco, puede agregársele al final un pequeño pie en endecasílabos y heptasílabos llamado estrambote.
El soneto sufrió un notable desarrollo desde que lo introdujera en la lírica castellana el siglo XV don Íñigo López de Mendoza, Marqués de Santillana, y en el XVI, con éxito ya definitivo, Juan Boscán y Garcilaso de la Vega. A veces, en vez de cuartetos, utiliza serventesios, como hizo Francesco Petrarca en algunos de los sonetos de su Cancionero.
En Inglaterra, William Shakespeare introdujo una nueva modalidad de soneto consistente en tres serventesios de rimas distintas y un pareado final (ABAB CDCD EFEF GG), modalidad que en español ha utilizado frecuentemente el poeta argentino Jorge Luis Borges. Es el llamado 'soneto shakespeariano; otra clase de adaptación inglesa del soneto es el soneto spenseriano (en honor a su creador, el poeta isabelino Edmund Spenser), similar al de Shakespeare salvo porque se toma la última rima de cada serventesio para iniciar el siguiente (ABAB BCBC CDCD EE).
Merced a la revolución métrica del Modernismo acaudillado por Rubén Darío, el soneto flexibilizó su forma y se escribió en versos alejandrinos o en una mezcla de versos de once, nueve, doce, siete y catorce sílabas. Asimismo, los cuartetos pudieron cambiar de rima o ser serventesios. A este tipo de sonetos se los conoce como sonetos modernistas. Véanse además en esta Wikipedia otras modalidades del soneto, cuales son el soneto con estrambote, el soneto dialogado, el soneto doble o doblado, el soneto en alejandrinos, el soneto inglés y el soneto polimétrico.

Un soneto me manda hacer Violante
y en mi vida me he visto en tal aprieto;
catorce versos dicen que es soneto:
burla burlando, van los tres delante.
Yo pensé que no hallara consonante
y estoy a la mitad de otro cuarteto,
mas si me veo en el primer terceto,
no hay cosa en los cuartetos que me espante.
Por el primer terceto voy entrando,
y aún parece que con pie derecho,
pues fin con este verso le voy dando.
Ya estoy en el segundo, y aun sospecho
que estoy los trece versos acabando:
contad si son catorce, y está hecho.

(Lope de Vega, siglo XVII)

El poema en verso blanco o suelto consiste por lo general en una serie de endecasílabos rítmicamente correctos, pero sin rima alguna. Fue usado ya por Garcilaso de la Vega en su Epístola a Boscán y enseguida se generalizó su uso como una forma adecuada para las traducciones.

## Prosa métrica
La prosa métrica es un tipo de prosa practicada en latín e imitada más tarde en la literatura de las lenguas románicas mediante la llamada prosa rítmica, practicada por ejemplo por fray Antonio de Guevara o fray Luis de León.
La prosa métrica utilizaba distintas combinaciones de sílabas largas (_) y breves (U) desde el final del periodo. Los oradores griegos desde Gorgias ya utilizaban este artificio para embellecer sus discursos; en Roma Cicerón también lo empleó en sus discursos. La cantidad de variaciones es mucha; teniendo en cuenta las últimas ocho sílabas del período y todos los esquemas combinatorios posibles, hay un número total de combinaciones de 128, sin contar las variantes que pueden introducir la posición de las cesuras; si restringimos las ocho últimas sílabas a seis, las combinaciones son 32. En todos los patrones rítmicos la última sílaba ha de considerarse anceps o ambivalente.
La imitación medieval del latín clásico utilizaba las sílabas tónicas para imitar a las largas contadas a partir del final del periodo.
- El cursus planus se acentuaba en la 2.ª y en la 5.ª sílabas (contando desde el final).
- El cursus dispondaicus tenía acentos en la 2.ª y 6.ª sílabas.
- El cursus velox contaba como tónicas la 2.ª y 7.ª sílabas.
- El cursus tardus acentuaba en la 3.ª y 6.ª sílabas, contando desde el final.

Esta técnica, aunque ya fuese de uso corriente, fue explicada en el siglo XII por Alberto Morra, quien vendría a ser el papa Gregorio VIII, en una obra titulada Forma dictandi quam Rome notarios instituit magister Albertus qui et Gregorius VIII, papa.